# Královská výstavní budova (Melbourne)
Královská výstavní budova v Melbourne je unikátní stavba pocházející z druhé poloviny 19. století. Její výstavba skončila v roce 1880 a v témže roce zde byla otevřena Světová výstava, která trvala až do 1881. Budova je obklopena zahradami Carlton, jejichž rozloha je 26 ha. Podle architekta Josepha Reeda historizující podoba výstavní haly je inspirována více budovami či stavebními styly, mimo jiné chrámem Santa Maria del Fiore ve Florencii (centrální kopule), německým novorománským Rundbogenstil (boční křídla) či několika stavbami v francouzském Caen a Paříži. Stavba je dodnes využívána pro různé výstavy a další kulturní akce.
V budově proběhlo 9. května 1901 první slavnostní zasedání Australského parlamentu a 3. září 1901 byla nad kopulí budovy poprvé vyvěšena nově vzniklá australská vlajka.

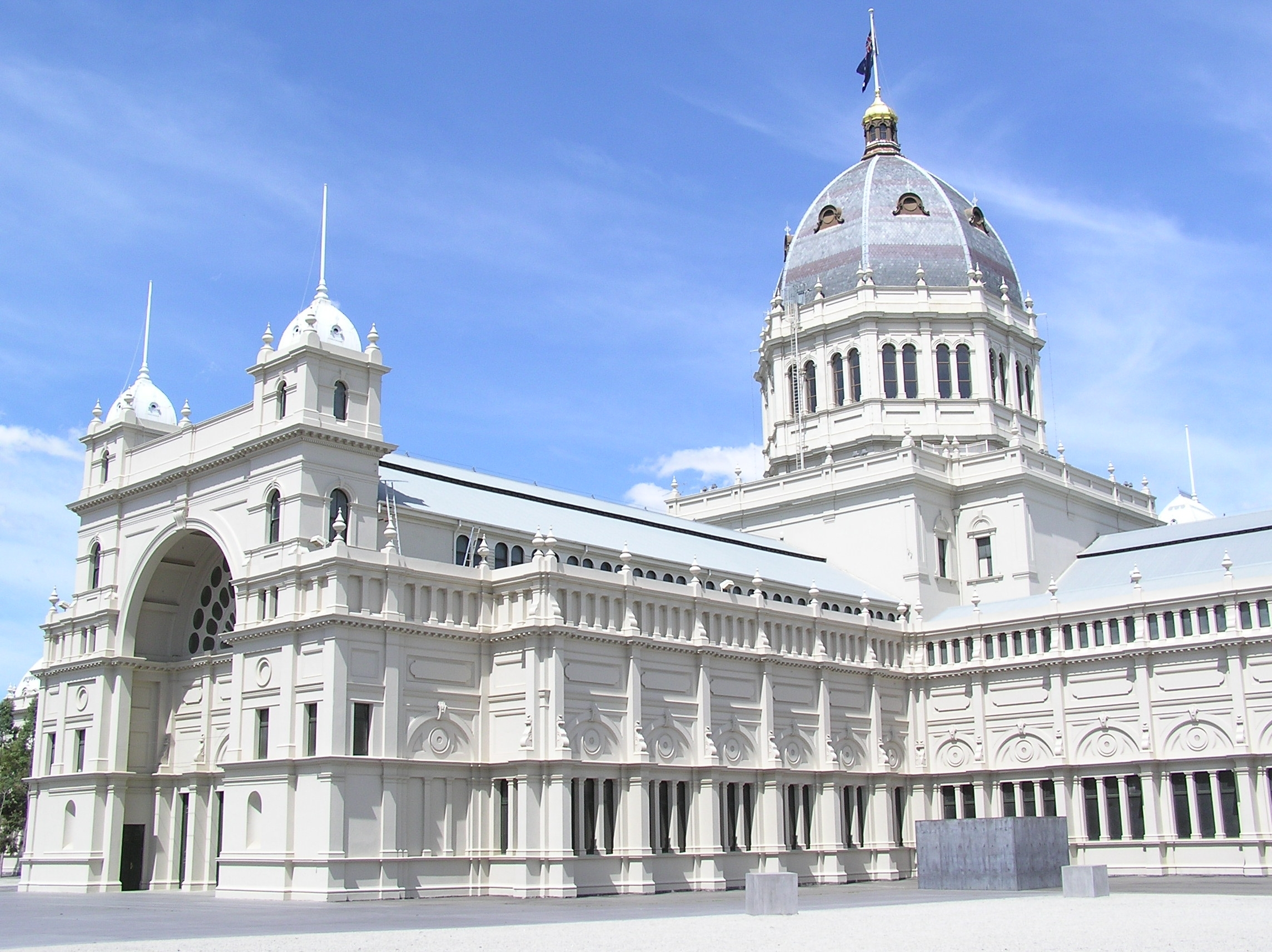
Severní průčelí
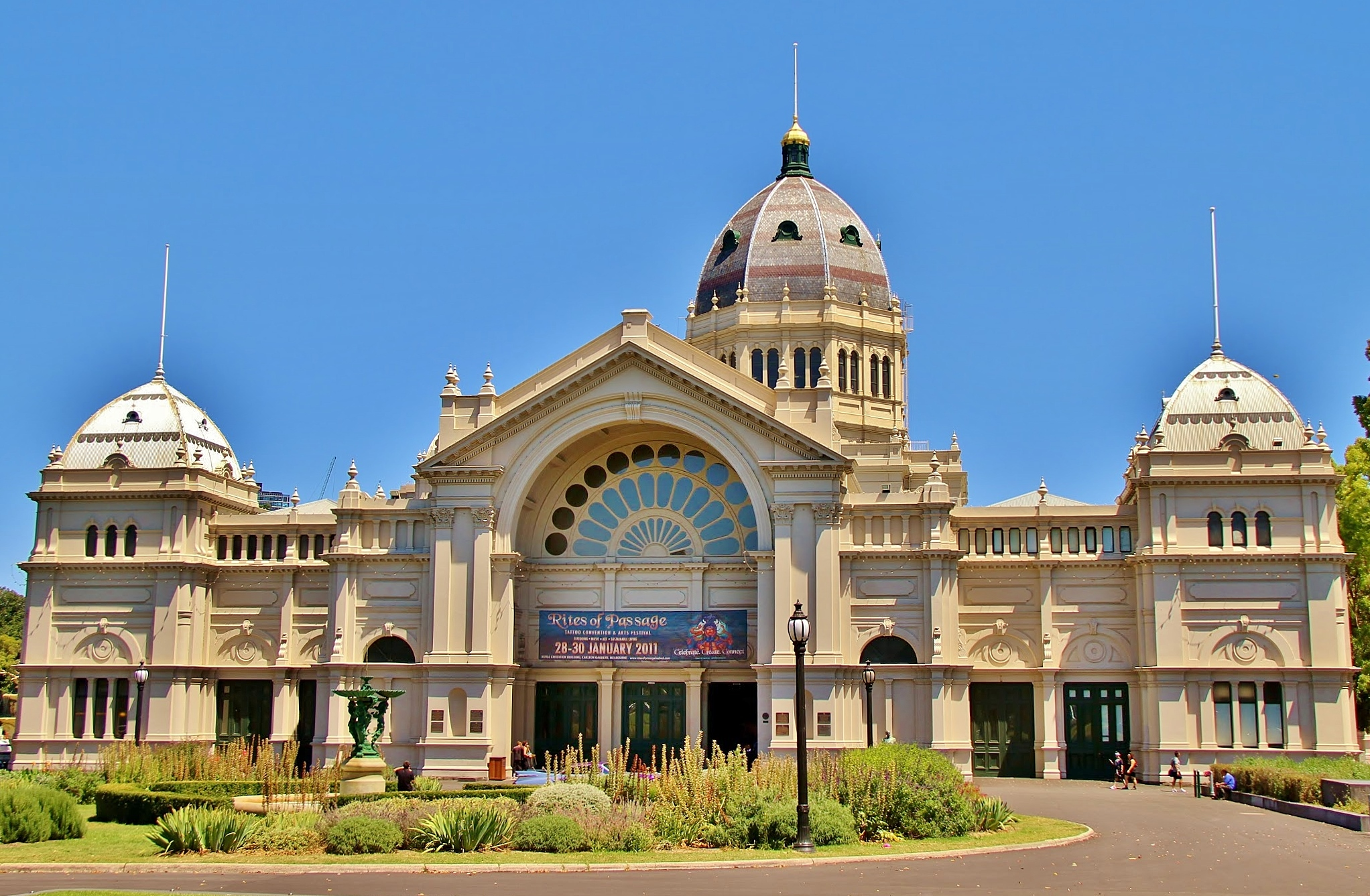
Jižní průčelí
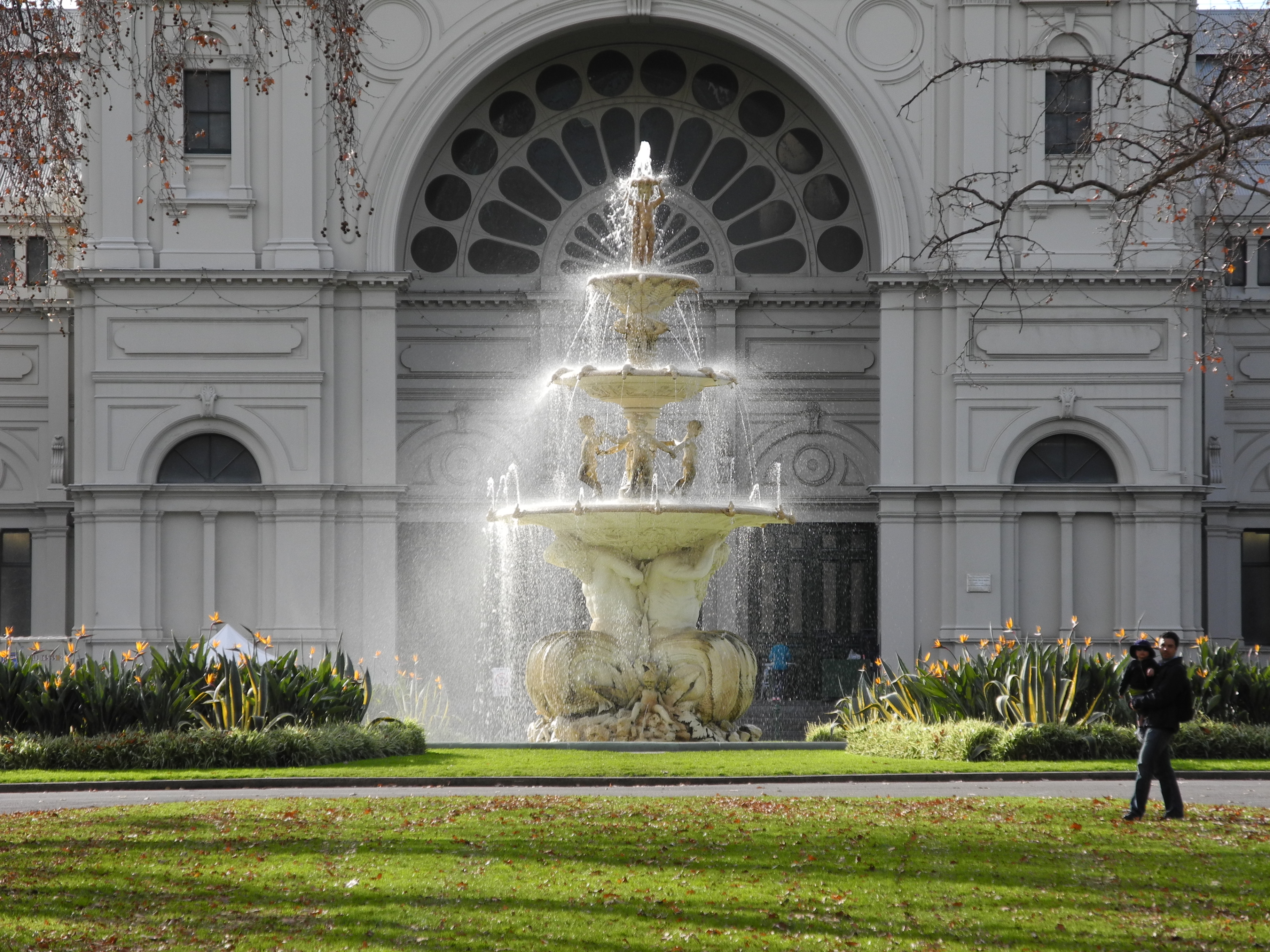
Fontána u jižního průčelí
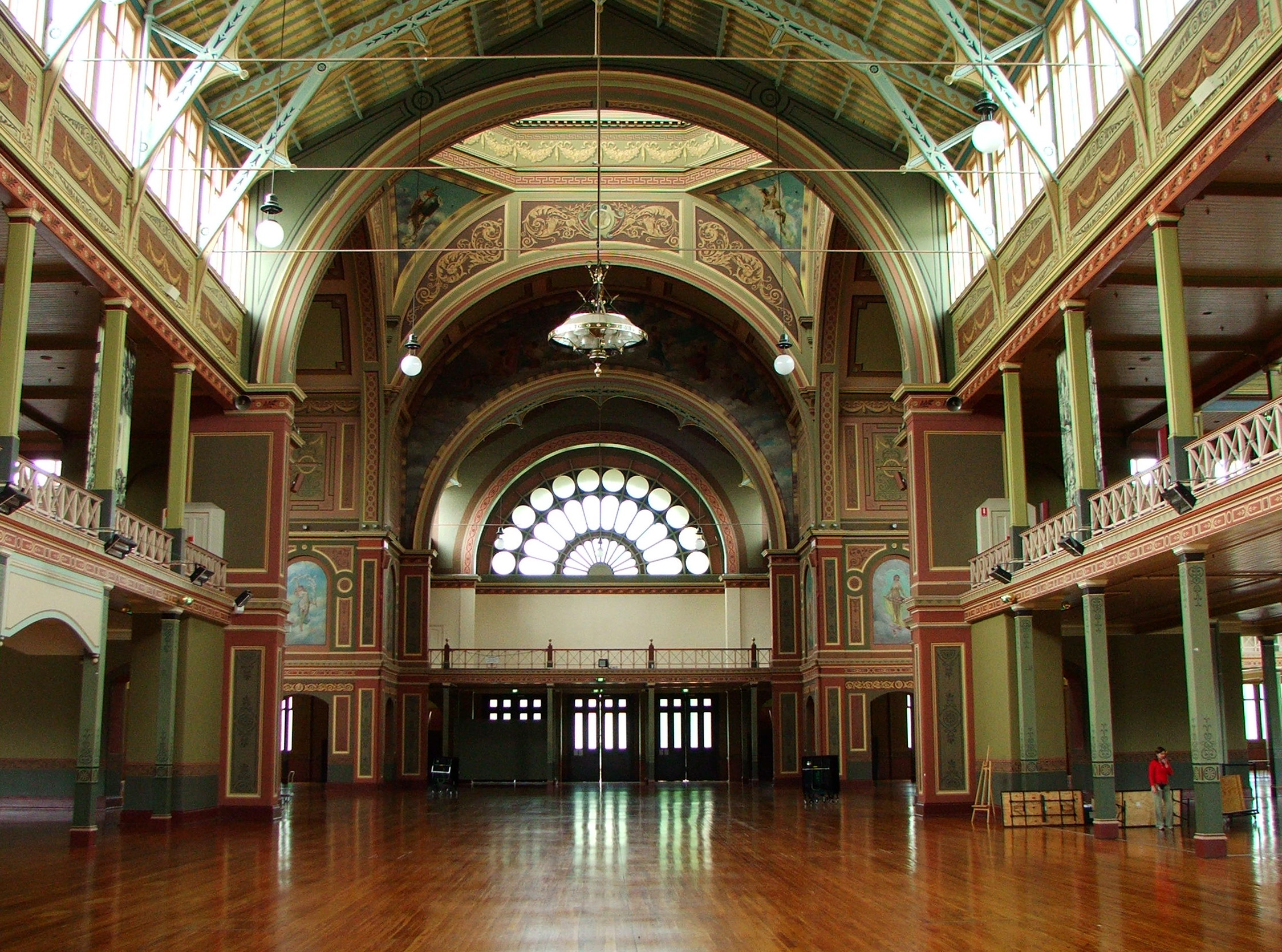
Interiér

## Vynikající univerzální hodnota
Královská výstavní budova a zahrady Carlton jsou přežívajícím projevem mezinárodního výstavního hnutí, které vzkvétalo na konci 19. a počátku 20. století. Výstavní budova byla postavena jako Velký sál, stálá budova byla původně určená k uspořádání mezinárodní výstavy v Melbourne z roku 1880 a následně mezinárodní výstavy Melbourne Centennial 1888. To byly největší události představené v koloniální Austrálii a pomohly ukázat světu australský průmysl a technologie.
Místo zahrnuje tři prostranství Crown Land ve městě Melbourne, které jsou dvěma královskými pozemky pro veřejnou rekreaci (Carlton Gardens) a jeden věnovaný výstavní budově a nedávno postavenému muzeu (výstavní rezervace). Prostor se skládá z obdélníkového bloku o rozloze 26 hektarů ohraničeného čtyřmi městskými ulicemi a dalších 55,26 hektarů v okolní nárazníkové zóně.
Ve výstavní rezervaci, se zahradami Carlton na severu a na jihu, je umístěn Velký sál. Tato stavba je křížového půdorysu a obsahuje typickou architektonickou předlohu dřívějších výstavních budov: kupole, velké portálové vstupy, vyhlídkové plošiny, věže a okna se světlíky. Samotné zahrady Carlton se svými stromy lemovanými stezkami, fontánami a jezery jsou nedílnou součástí celoplošného designu a také charakteristické pro výstavní budovy z tohoto období.